# Еллен Черчіл Семпл
Еллен Черчілл Семпл (англ. Ellen Churchill Semple; 8 січня 1863 — 8 травня 1932)  — американська географиня, перша жінка-президент Асоціації американських географів. Вона зробила значний внесок у розвиток географії в Сполучених Штатах, особливо у дослідження із соціально-економічної географії. Її ім'я найбільше асоціюється з дослідженнями у сфері антропогеографії та географічному детермінізму.

## Освіта
Семпл закінчила коледж Вассар у 1891 році, здобувши ступінь магістра з історії. Вона зацікавилася географією, коли побувала у Лондоні і познайомилася з роботами Фрідріха Ратцеля. Вона вирушила до Німеччини, щоб розшукати Ратцеля і вчитися у нього в університеті Лейпцига. У той час жінкам було заборонено навчатися в університеті, але їй вдалося домогтися дозволу на відвідування лекцій Ратцеля, єдиною жінкою в групі з п'ятисот студентів. Працюючи з Ратцелем, Еллен підготувала кілька наукових статей в американських та європейських журналах, але так і не отримала диплом про вищу освіту.

## Кар'єра
Семпл була першою президенткою Асоціації американських географів. Вона стала піонеркою в американській географії, допомогла розширити фокус цієї дисципліни за межі фізичних характеристик землі і привернути увагу до соціальних аспектів. Її інноваційний підхід та теорії вплинули на розвиток соціально-економічної географії як окремої галузі науки. Їдеї Еллен Семпл мали вплив і на інші дисципліни, включаючи історію та антропологію.
Семпл викладала у Чиказькому університеті з 1906 по 1920 рік, першу постійну академічну посаду отримала у 1922 році в Університеті Кларка. Вона була першою жінкою-викладачкою географічного факультету. Але протягом десятиліття викладання географії її заробітна плата була значно меншою, ніж у колег чоловіків. Вона також читала лекції в Оксфордському університеті в 1912 та 1922 роках.
Перша «Американська історія та її географічні умови» (1903) та друга «Впливи географічного середовища» (1911) книги Елен Семпл широко використовувалися як підручники географії та історії для студентів США на початку 20 століття.
Семпл була членкинею-засновницею Асоціації американських географів (AAG). Вона була обрана першою жінкою-президентом (AAG) у 1921 році і залишається однією з шести жінок, що займали цю посаду з моменту заснування організації в 1904 році.